# Smittina pocilla
Smittina pocilla is een mosdiertjessoort uit de familie van de Smittinidae. De wetenschappelijke naam van de soort is voor het eerst geldig gepubliceerd in 1990 door Hayward & Thorpe.